# Livets teater
Livets teater är ett studioalbum av Magnus Uggla, utgivet i oktober 1976. Albumet nådde 28:e plats på den svenska albumlistan.
Livets teater var från början och under singelsläppet av "Sommartid" tänkt att heta Den tysta dramatik men ändrades innan släppet av albumet till sitt nuvarande namn.
Albumet återutgavs 1989 och 2004 till CD.
| ”                               | [...] Faktum är att nästa platta, »Livets teater«, fungerade precis likadant också, liksom »nu ska jag göra en svit! Symfonirock!«. Det föll mig aldrig in att Genesis kanske jobbade lite längre än en eftermiddag på sina låtar… | „ |
| – Magnus Uggla, Pop, nummer 5-6 | |   |

I oktober år 2000 menade Magnus Uggla att albumet är det sämsta han spelat in.

## Låtlista
Text och musik: Magnus Uggla.
Sida ett
1. "Draget" (4.02)
2. "Glittrande Sune" (5.44)
3. "Sommartid" (4.40)
4. "Två små primadonnor" (5.30)
5. "Barn av sin stad" (7.03)

Sida två
1. "Livets teater" (29.19)

(a) Intro
Akt I: Den auktoritära vägen:
(b) Den tysta dramatik
(c) Dansmästaren
(d) Mr Strix
Akt II: Livets teater:
(e) Livet i toys
(f) Livets teater
Akt III: Frigörelsen:
(g) Livets maskerad
(h) Primalskriket

## Listplaceringar
| Lista (1976-1977) | Position                    |
| ----------------- | --------------------------- |
| Sverige           | Sverige (Sverigetopplistan) |